# Kirk Stevens
Kirk Stevens (ur. 17 sierpnia 1958 roku) – kanadyjski snookerzysta.

## Kariera
W gronie zawodowców od 1978 roku. Nigdy nie wygrał żadnego turnieju rankingowego.
Dwukrotnie dotarł do półfinału Mistrzostw świata; w 1980 roku przegrał z Alexem Higginsem 13:16, natomiast w 1984 roku z Jimmym White'em 14:16.
Najlepszym sezonem w jego wykonaniu był 1984/1985, gdy zajmował czwarte miejsce na oficjalnej liście rankingowej.
28 stycznia 1984 roku w półfinale Benson & Hedges Masters uzyskał breaka maksymalnego 147 punktów (rywalem był Jimmy White).
Sześć razy triumfował w Canadian Amateur Championship (1978, 1997, 1998, 2000, 2002, 2008).

## Kontrowersje
W 1985 roku podczas finału Dulux British Open jego przeciwnik, Silvino Francisco, wysunął oskarżenie jakoby Stevens grał pod wpływem narkotyków. Francisco, który wygrał ostatecznie to spotkanie został ukarany grzywną, lecz kilka tygodni później Stevens oficjalnie przyznał, że zażywa kokainę. Po tym wyznaniu jego kariera załamała się i nigdy nie wróciła do wcześniejszego poziomu. W 1987 roku wypadł z pierwszej "16" listy rankingowej, a w 1991 zrezygnował z gry na arenie międzynarodowej i wrócił do Kanady. Przez następne cztery lata nie wystąpił w żadnym turnieju, nawet wśród amatorów.
W 1998 roku dzięki dobrym wynikom w zawodach lokalnego szczebla wrócił do Main Touru, lecz nie zakwalifikował się do żadnego turnieju.

## Ciekawostki
- Znakiem rozpoznawczym Stevensa podczas gry był jednolicie biały strój.
- Na początku lat 90. pracował jako sprzedawca samochodów[3].
- Rozwiedziony; ma dwójkę dzieci.
- Silvino Francisco, który jako pierwszy zwrócił uwagę na problemy narkotykowe Stevensa, sam został skazany w połowie lat 90. XX wieku za przemyt narkotyków.